# Stranvaesia
Stranvaesia es un género de plantas con seis especies pertenecientes a la familia de las rosáceas.

## Taxonomía
Stranvaesia fue descrita por John Lindley y publicado en Edwards's Botanical Register 23: pl. 1956, en el año 1837. La especie tipo es: Stranvaesia glaucescens Lindl. = Stranvaesia nussia (Buch.-Ham. ex D.Don) Decne.

## Especies
- Stranvaesia ambigua (Merr.) Nakai
- Stranvaesia amphidoxa C.K.Schneid.
- Stranvaesia davidiana Decne.
- Stranvaesia nussia (Buch.-Ham. ex D.Don) Decne.
- Stranvaesia oblanceolata (Rehder & E.H.Wilson) Stapf
- Stranvaesia tomentosa T.T.Yu & T.C.Ku